# برتا میسون
برتا میسون (به انگلیسی: Bertha Mason) یک شخصیت داستانی در رمان جین ایر نوشته‌ شارلوت برونته است که در سال ۱۸۴۷ منتشر شد. او به عنوان همسر اول ادوارد روچستر به شدت دیوانه توصیف می‌شود. همسرش او را به تالار تورنفیلد منتقل کرد و در اتاقی در طبقه سوم حبس کرد.

## توضیحات
برتا میسون تنها دختر یک خانواده بسیار ثروتمند است که در شهر اسپانیایی جامائیکا زندگی‌ می‌کند. خواننده از گذشته او و نه از دیدگاه او، بلکه تنها از طریق توصیف شوهر ناراضی‌اش، ادوارد روچستر، آگاه می‌شود. او به عنوان کریاویو توصیف شده است. به گفته روچستر، برتا به دلیل زیبایی خود مشهور بود: او افتخار شهر بود و خواستگاران زیادی به دنبال او بودند. پس از ترک کالج، روچستر توسط پدرش متقاعد شد که به دیدار خانواده میسون و برتا برود. همانطور که او می گوید، او را برای اولین بار در یک رقص با پدر و برادرش ریچارد ملاقات می‌کند، جایی که او شیفته دوست داشتنی او شد. علیرغم اینکه هرگز با او تنها نبود، و ظاهراً به ندرت با او تعامل یا گفتگو داشت، به خاطر ثروت و زیبایی او و با تشویق شدید پدرش و خانواده میسون با او ازدواج کرد. روچستر و برتا زندگی خود را به عنوان زن و شوهر در جامائیکا آغاز کردند. روچستر در بیان تاریخچه رابطه آنها ادعا می‌کند:
فکر کردم دوستش دارم ... بستگان او مرا تشویق کردند؛ رقبا من را تحریک کردند. او مرا جذب کرد: ازدواج تقریباً قبل از اینکه بدانم کجا هستم به دست آمد. آه، وقتی به آن عمل فکر می‌کنم، برای خودم احترام قائل نیستم! ... من هرگز دوستش نداشتم، هرگز به او احترام نمی‌گذاشتم، حتی او را نمی‌شناختم.
روچستر توضیح می‌دهد که به او هشدار داده نشده بود که جنون خشن و ناتوانی فکری در خانواده میسون وجود دارد و سه نسل گذشته تسلیم آن شدند. او تصور می‌کرد که مادر برتا مرده است و هرگز چیز دیگری به او گفته نشد، اما او را در یک آسایشگاه حبس کردند. برتا همچنین یک برادر کوچکتر معلول ذهنی داشت. پدر روچستر از این موضوع می‌دانست، اما به خود زحمت نداد که به پسرش بگوید، و فقط به ثروت هنگفتی که ازدواج برای او به ارمغان می‌آورد اهمیت می‌داد، و خانواده میسون به وضوح می‌خواستند که برتا هر چه سریع‌تر از دستشان برود. روچستر ادعا می‌کند که سلامت روان برتا به سرعت رو به وخامت گذاشته است، اگرچه مشخص نیست که او از کدام نوع بیماری روانی رنج می‌برد. رفتار جنون آمیز و خشونت آمیز او ترسناک می‌شود. خنده او به عنوان "اهریمنی" توصیف شده است، او چهار دست و پا می‌خزد، خرخر می‌کند، و رفتار حیوانی دارد.

روچستر با او به انگلستان بر می‌گردد و او را در اتاقی در طبقه سوم در نزدیکی گالری خانه‌اش به مدت ده سال با گریس پول، پرستاری که او را تحت کنترل دارد، زندانی می‌کند. روچستر به خارج از کشور سفر می‌کند تا ازدواج وحشتناک خود را فراموش کند. با این حال، گریس گاهی اوقات مشروب می‌نوشد و برتا موفق به فرار می‌شود و خانه را خراب می‌کند: آتش‌سوزی در تخت آقای روچستر و گاز گرفتن و چاقو زدن برادر ملاقات‌کننده‌اش.
ازدواج روچستر با برتا در نهایت مانع از ازدواج او با جین ایر می‌شود که از وجود برتا بی‌خبر است و او واقعاً او را دوست دارد. (او بعداً به جین اعتراف می‌کند که زمانی فکر می‌کرد برتا را دوست دارد). از آنجایی که برتا دیوانه است، نمی‌تواند او را طلاق دهد، زیرا اعمال او غیرقابل کنترل است و در نتیجه دلیل مشروع طلاق نیست. سال‌ها خشونت، جنون و حبس در اتاق زیر شیروانی، نگاه برتا را از بین می‌برد: وقتی او در نیمه‌شب برتا را می‌بیند، جین برتا را «وحشی» توصیف می‌کند، حتی تا آنجا پیش می‌رود که او را با یک «خون‌آشام آلمانی» مقایسه می‌کند. 
برتا حجاب عروسی جین را از بین می‌برد (اقدامی که نشان می‌دهد برتا حداقل به اندازه‌ای عاقل است که بداند شوهرش قصد ازدواج مجدد دارد). روچستر علیرغم اینکه او را دوست ندارد، تلاش می‌کند تا برتا را از آتشی که در خانه به راه می‌اندازد، نجات دهد و او دوباره فرار کرد. برتا پس از پرت کردن خود از پشت بام می‌میرد و همسرش را آزاد می‌گذارد تا با جین ازدواج کند.
اگرچه نژاد او هرگز ذکر نشده است، گاهی اوقات حدس زده می‌شود که او از نژادهای مختلط بوده است. روچستر پیشنهاد می‌کند که والدین برتا می‌خواستند او با او ازدواج کند، زیرا او از "نژاد خوب" بود، به این معنی که او سفیدپوست خالص نبود، در حالی که او چنین بود. همچنین اشاراتی به موهای «تیره» و صورت «بدرنگ» و «سیاه» او وجود دارد. تعدادی از نویسندگان ویکتوریایی در آن زمان پیشنهاد کردند که جنون می‌تواند ناشی از یک اصل و نسب نژادی "ناخالص" باشد که با رشد در آب و هوای گرمسیری غرب هند ترکیب شده است.